# وودلند (کالیفرنیا)
وودلند  (به انگلیسی: Woodland) شهری در شهرستان یولو ایالت کالیفرنیا است که در سرشماری سال ۲۰۱۰ میلادی، ۵۵۴۶۸ نفر جمعیت داشته است.